# Odensala, Östersund
Odensala är en stadsdel belägen i tätorten Östersund. Odensala skrevs i äldre skrift som Odinsall och har fått sitt namn efter asaguden Oden. I äldre skrift förekommer även former såsom Onsall som överensstämmer med det jämtska namnet Onsala (jämför med Odensdag-Onsdag). Platsen kan (mest troligt) tidigare haft en kultplats till Odens ära.

## Geografi
Odensala avgränsas i norr av europavägen E14 som går norr om Östersund, i sydost av stadsdelen Torvalla genom Fäbodleden och Torvalla urskog, i nordväst av Söder och norr/nordväst av Odenskog. I sydväst är begränsningslinjen Storsjön. Stadsdelen är, liksom stora delar av Östersund, relativt kuperad och sluttar kraftigt mot Storsjön.
Odensala har ofta delats upp i två olika delar som Östra och Västra Odensala. Rådhusgatan och Opevägen gör denna uppdelning med Östra Odensala "ovanför" vägen och Västra Odensala nedanför vägen mot vattnet med Odensala strand och Storsjön. Västra Odensala är med ett fåtal undantag  bostadsområden med friliggande villor och har inget serviceutbud inom själva området.
I Odensala centrum finns det bland annat livsmedelsbutik, restaurang och frisör. I Östra Odensala finns hälsocentral, apotek, gym och Odensalakyrkan.
I Odensala finns även koloniområden med kolonilotter ner mot Storsjöns vatten. Det som tidigare var åkermarker är idag bostadsområden med allt från sommarstugor till ståtliga hus och småvillor. 

### Vattendrag
Lillsjön
Storsjön
Tavelbäcken - Rinner förbi Tavelbäcksskolan ned till Storsjön.
Odensalabäcken  rinner från Lillsjön förbi Lillsjöskolan och Storsjöskolan vidare ned till Storsjön
Överbäcken - Rinner förbi övre delen av Östra Odensala till insjön Lillsjön.

### Naturreservat
- Lillsjön - Naturreservatet runt Lillsjön. Det finns en fin badplats och en 2,5 km lång gång- och cykelväg runt sjön[2].
- Odensalakärret[3]

## Historik

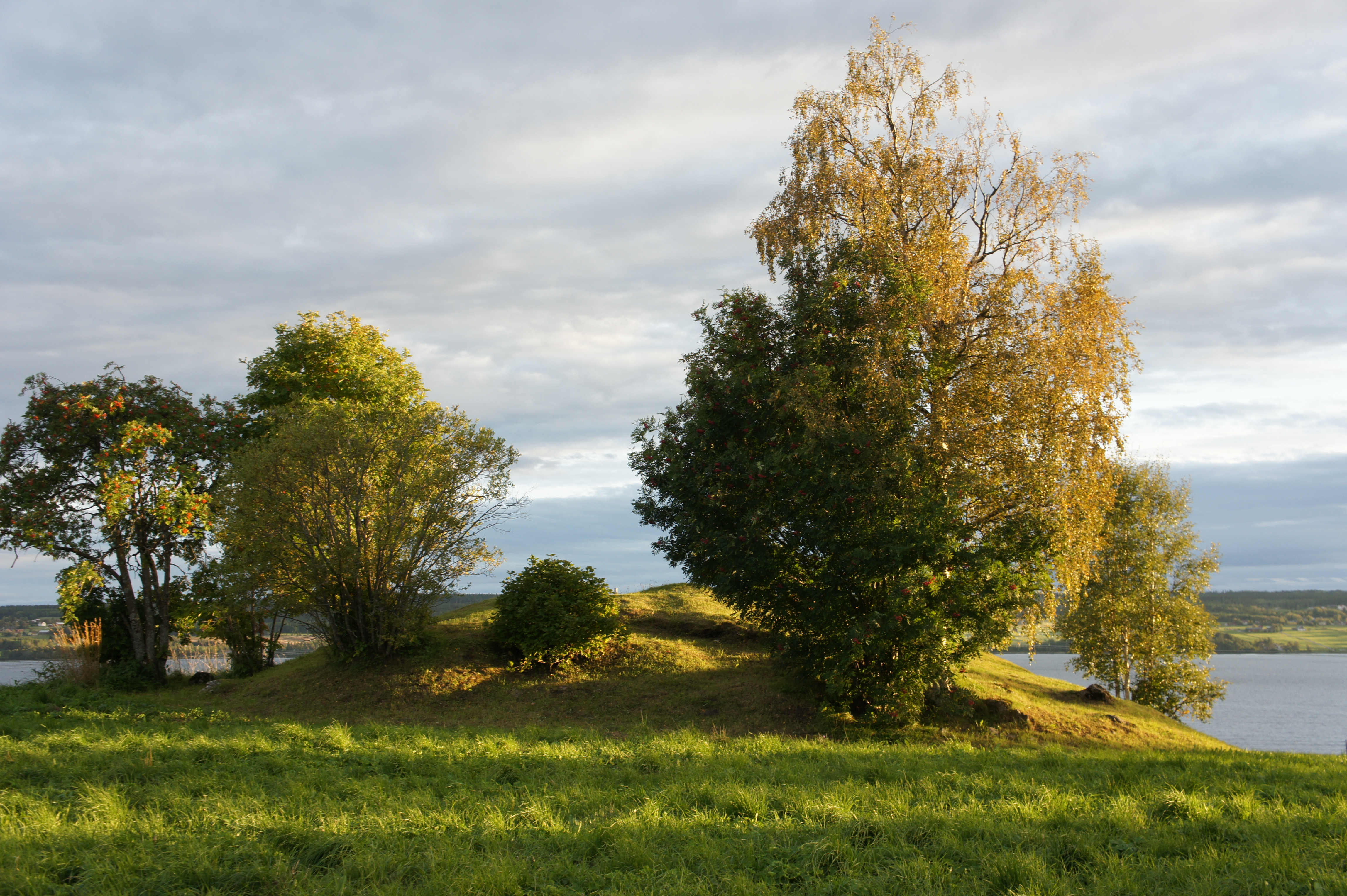
En av flera gravhögar i Västra Odensala

Östra och västra Odensala tillhörde från början Brunflo socken men donerades till Östersunds stad vid dess grundläggning 1786.
I slutet av 1960-talet uppslukades stora arealer av ett omfattande villabyggande i östra och västra Odensala. Bebyggelsen blev tätare under 1970-talet då man byggde både flerfamiljs-, kedje- och radhus.
Odensala centrum som byggdes under miljonprogrammet i slutet av 1960-talet i anslutning till vad som av många kallas för Odenskog då områdets loftgångshus går längs Odenskogsvägen även om det är Odensalas västra utkant mot stadsdelen Odenskog.
Östra Odensala, består främst av villor, kedjehus och ett HSB-område som uppfördes åren 1975–1977. 1998 byggdes en inomhushall för fotboll, ÖP-hallen, vid Storsjöskolan. I anslutning är Sportfältet beläget, med ett antal fotbollsplaner där större delen av Storsjöcupen utspelas årligen. På 2010-talet har nybyggnation skett i nedre delen av området och om- och nybyggnad av/vid Storsjöskolan påbörjades på 2020-talet med planer att inrymma F-9-skola och byta namn till Odensalaskolan. (inte att förväxla med gamla Odensalaskolan som numera heter Tavelbäcksskolan som ligger vid Odensala centrum)
Sedan 70-talet finns Odensala Hälsocentral i Östra Odensala och 1985 uppfördes Odensalakyrkan i området.

## Fritid

### Badplatser
- Mårtensviks badplats [4]
- Lillsjöns badplats [5]

### Idrottsanläggningar
- Sportfältet [6] idrottsanläggning med bland annat 12 fotbollsplaner i olika storlekar.
- ÖP-hallen - inomhushall med konstgräs för bland annat fotbollsträning (ej fullstor 11-manna).
- Storsjöskolans sporthall [7]

### Föreningar
- Ope IF
- Östersunds Badmintonklubb (ÖMBK) [8]

## Kommunikation
Kollektivtrafiken i stadsdelen är busstrafik med busslinjerna 2, 4, 6 och 9 som även går till Östersunds centralare delar samt stadsdelarna Torvalla, Söder, Odenskog och Odenslund. Även länstrafikens bussar till bland annat Bräcke, Gällö, Sveg, Svenstavik, Hackås, Oviken och Mora har hållplats i stadsdelen.

## Intressanta byggnader
Odensala skola  Skolan uppfördes år 1922 och blev 1971 nuvarande Tavelbäcksskolan. Originalbyggnaden i rött trä finns än idag att beskåda på Tavelbäcksskolan.
Odensala har bland annat 6 byggnader från sekelskiftet med A-klassificering, det vill säga att de är kulturhistoriskt värdefulla och K-märkta.
I området nedanför Tavelbäcksskolan och Ica Odenhallen finns kvarter med historia och specifika karaktärsdrag från 1960-talet med enfamiljsbostäder i kedjehus, platta tak, enkla fönster och stående panel.
Odensala kolonilotter - här finns många mysiga och speciella skapelser att beskåda. 

## Kända Odensalabor
- Jennie Löfgren, musiker och musikproducent, är född och uppvuxen i Odensala. Förutom egen musikkarriär har hon skrivit låtar till Beckfilmerna, Madonna med flera.
- Annika Norlin, musiker och musikproducent har en bakgrund i Odensala.
- Rolf Lassgård, skådespelare, bodde och växte upp på Återgången i västra Odensala[11]  och på Söder samt gick på Fagervallsskolan och Österängsskolan.[12]
- Ulf Dahlén, före detta ishockeyproffs i NHL samt landslagsspelare och förbundskapten i svenska ishockeylandslaget är född och uppvuxen i Odensala[11]
- Paulus Genberg, före detta ledamot Svenska Akademien, biskop, professor i praktisk filosofi med mera, föddes 13 april 1811 i Odensala by i Brunflo socken[13].

## Kultur
- Sveriges Radio Jämtland - med sitt radiohus ligger i Odensala.

## Skolor
Det finns tre kommunala skolor i Odensala.
- Tavelbäcksskolan [14]
- Lillsjöskolan [15]
- Storsjöskolan [16]